# Cayo Carminio Galo
Cayo o Gayo Carminio Galo (en latín: Gaius Carminius Gallus) fue un senador romano que vivió a finales del siglo I y principios del siglo II, y desarrolló su cursus honorum bajo los reinados de Trajano, y Adriano. 

## Familia
Puede haber sido hijo de Lucio Carminio Lusitánico,  cónsul sufecto en el año 81, o de Sexto Carminio Vétere,  cónsul sufecto en el año 83.

## Carrera política
Por diplomas militares, que están fechados el 19 de octubre de 120, se sabe que fue cónsul sufecto en el año 120 junto a Gayo Atilio Serrano.